# Beijing Challenger 2004
Il Beijing Challenger 2004 è stato un torneo di tennis facente parte della categoria ATP Challenger Series nell'ambito dell'ATP Challenger Series 2004. Il torneo si è giocato a Pechino in Cina dal 20 settembre 2004 su campi in cemento.

## Vincitori

### Singolare
Justin Gimelstob ha battuto in finale  Alex Bogomolov Jr. con il punteggio di 6–1, 6–3

### Doppio
Ashley Fisher /  Tripp Phillips hanno battuto in finale  Justin Gimelstob /  Graydon Oliver con il punteggio di 7–5, 7–5

### Doppio misto
Tripp Phillips /  Emmanuelle Gagliardi hanno battuto in finale  Justin Gimelstob /  Jill Craybas con il punteggio di 6–1, 6–2